# Форест-Хит
Форест-Хит (англ. Forest Heath) — неметрополитенский район (англ. non-metropolitan district) в графстве Суффолк (Англия). Административный центр — город Милденхолл.

## География
Район расположен в западной части графства Суффолк, граничит с графствами Норфолк и Кембриджшир.

## Состав
В состав района входит три города:
- Брандон
- Милденхолл
- Ньюмаркет

и 20 общин (англ. civil parish).